# داویده گاوازی
داویده گاوازی (انگلیسی: Davide Gavazzi؛ زادهٔ ۷ مهٔ ۱۹۸۶) بازیکن فوتبال اهل ایتالیا است.
از باشگاه‌هایی که در آن بازی کرده‌است می‌توان به باشگاه فوتبال آ.ث. میلان، باشگاه فوتبال سمپدوریا، باشگاه فوتبال کومو، باشگاه فوتبال آولینو، باشگاه فوتبال ویچنزا، و باشگاه فوتبال ترنانا اشاره کرد.